# Schloss Michelbach

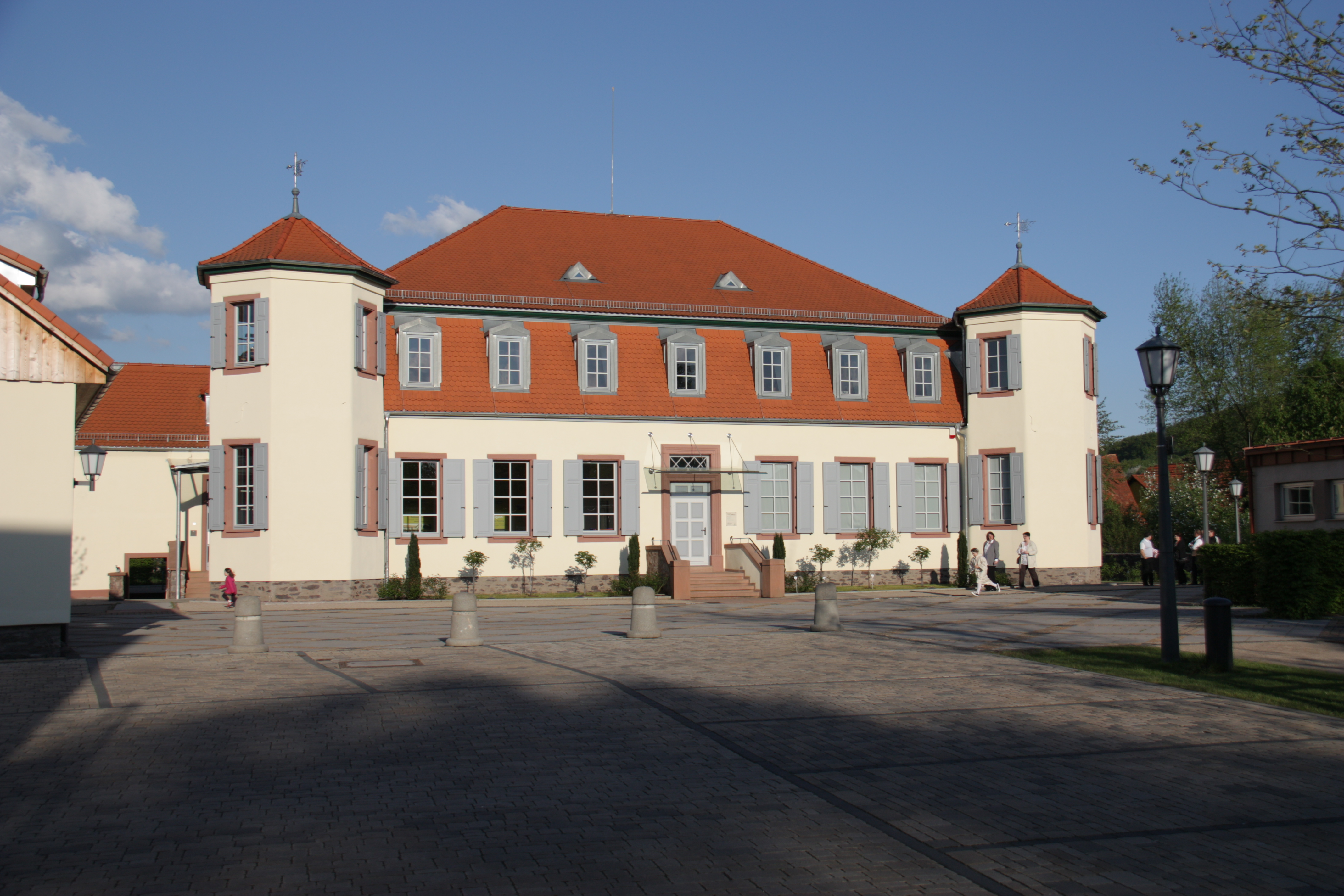
Das Schlösschen in Alzenau-Michelbach

Das Schloss Michelbach (auch Michelbacher Schlösschen genannt) ist ein aus einem mittelalterlichen Wasserschloss hervorgegangenes umgebautes ehemaliges Schloss in Alzenau-Michelbach im bayerischen Landkreis Aschaffenburg in Unterfranken.

## Lage
Das Schloss steht an der Kreuzung der Staatsstraßen 2305/2444 nördlich des vorbeifließenden Baches Weibersbach in der Kahlaue.

## Geschichte
Ob es eine Vorgängerburg gab, die mit dem 1234 erstmals genannten Niederadelsgeschlecht der von Michelbach in Verbindung steht (Wigand von Michelbach und dessen gleichnamiger Sohn), und das mit dem Grabstein von 1245 der Gutda, Witwe des Wigand von Michelbach und Nonne des Klosters Himmelthal im Elsavatal, erstmal nachweisliches Zeugnis hatte, kann nur vermutet werden. Die von Michelbach werden 1381 mit Heinrich von Michelbach, Dechant im Bartholomäusstift von Frankfurt am Main und Stiftskanoniker zu Aschaffenburg, 1387 mit seinem Bruder Hermann von Michelbach, Kleriker und Scholar in Frankfurt und ab 1395 Vikar am Bartholomäusstift beurkundet. 1529 stellt die Abtei Seligenstadt als größter Grundherr im Ort Michelbach einen Erbbestandsbrief für den Seligenstädter Hof zu Michelbach aus.
Das spätere Wasserschloss aus dem 16. Jahrhundert (1592 auf einer Zeichnung des Steinheimer Amtskellers Adam Jordan sichtbar), als erste Besitzer werden Baron Rupertus de Willemin und Freiherr Ferdinand Kaspar Joseph von Wrede genannt, ist nur noch in den Grundmauern des später aufgebauten Schlosses vorhanden. Wrede ließ das Schloss 1700 in die heutige Form umbauen und nutzte es danach als barocken adligen Landsitz. Als spätere Besitzer wird ein Marquis Gerard du Chastler erwähnt, 1824 kam es an Julie von Warendorf, um 1855 wird Karl Edmund Ritter von Horstig, genannt von Engelbrunner, benannt. Nur wenige Jahre später kam es an den Frankfurter Ratsherr David Domer, der das Schloss im Jahre 1862 erwarb, sanieren ließ und als Sommersitz nutzte. Er hatte drei Töchter: Pauline Becker, Emilie Hendschel, Elise Cornill.
Die Gemeinde Michelbach erwarb es 1930 von der Familie Domer/Hendschel. Ab 1949 stand es der Kirchengemeinde des Ortes zur Nutzung zur Verfügung. Mit dem 1. Juli 1975 wurde Michelbach im Zuge der Gebietsreform in Bayern der Stadt Alzenau angegliedert. Bis 1980 wurde das Schloss zeitweise als Altersheim und Kindergarten genutzt. Ab 1980 wurde durch den Heimat- und Geschichtsverein Alzenau im Erdgeschoss des Schlösschens eine heimatkundliche Sammlung eingerichtet.
Mit Beginn des 21. Jahrhunderts wurde es im Rahmen einer Sanierung modernisiert und beherbergt heute das Museum der Stadt Alzenau. 2009 wurde der Stadt Alzenau der Förderpreis des Bezirks Unterfranken zur Erhaltung historischer Bausubstanz verliehen. Der Eintrag in die Denkmalliste lautet: „Schloßstraße 11. Ehemaliges Wasserschloß, im Kern 16. Jahrhundert, im 18. Jahrhundert verändert, Mansarddachbau mit zwei Ecktürmen“.

## Heutige Nutzung
Durch ein Generalsanierung und Umbau von 2002 bis September 2006, die auch mit einer umfassenden Neugestaltung des Umfeldes verbunden war und die Ortsmitte von Michelbach erheblich aufgewertet hat, wurde es zum Museum der Stadt Alzenau. Es kann zudem als Veranstaltungsort genutzt werden. Die nach modernen museumspädagogischen Aspekten gestaltete Ausstellung zum Thema „Regionalität und Wandel – Streifzüge durch eine Grenzregion“ beschreibt die besondere historische Situation der Region, die stets von den Grenzlinien der Mainzer, Hanauer und Rienecker, regionaler Eigenständigkeit und tiefgreifenden Umbrüchen betroffen war. Den Besuchern werden die folgenden Themenbereiche geboten:
- Frühe Grenzverläufe
- Kampf ums Freigericht
- Lokale Geschichte und Religiöses Leben
- Politische Landschaften und Umbrüche
- Neue Möglichkeiten

die teilweise interaktiv erfahren werden können.

## Beschreibung
Der barocke zweigeschossige siebenachsige Schlossbau mit Mansarddach nach allen Seiten, in Nord-Süd-Ausrichtung gelegen und mit Freitreppe zu einem schlichten Eingangsportal, wird an der Sichtfront von zwei gleich hohen oktogonalen Treppentürmen an beiden Ecken flankiert, dem sich nördlich ein eingeschossiger Bau in L-Form nach Osten anschließt. Im Obergeschoss des Schlösschens wurde ein Veranstaltungssaal mit einem stimmungsvollen Ambiente für Kleinkunst, Kammermusik und Ausstellungen geschaffen.
Im Schlossgarten wachsen über 100 Rosen in etwa 55 Sorten, so dass es sich lohnt, einen Museumsbesuch mit einem Spaziergang durch den Garten und einem Abstecher in das Museums-Café in der Remise zu verbinden.